# موديستا سانخينس أوريارتي
موديستا سانخينس أوريارتي (بالإنجليزية: Modesta Sanginés Uriarte)‏‏ (26 فبراير 1832 في لاباز - 5 فبراير 1887 في باريس) كاتِبة، وملحنة من بوليفيا.